# Casa dell’Ancora

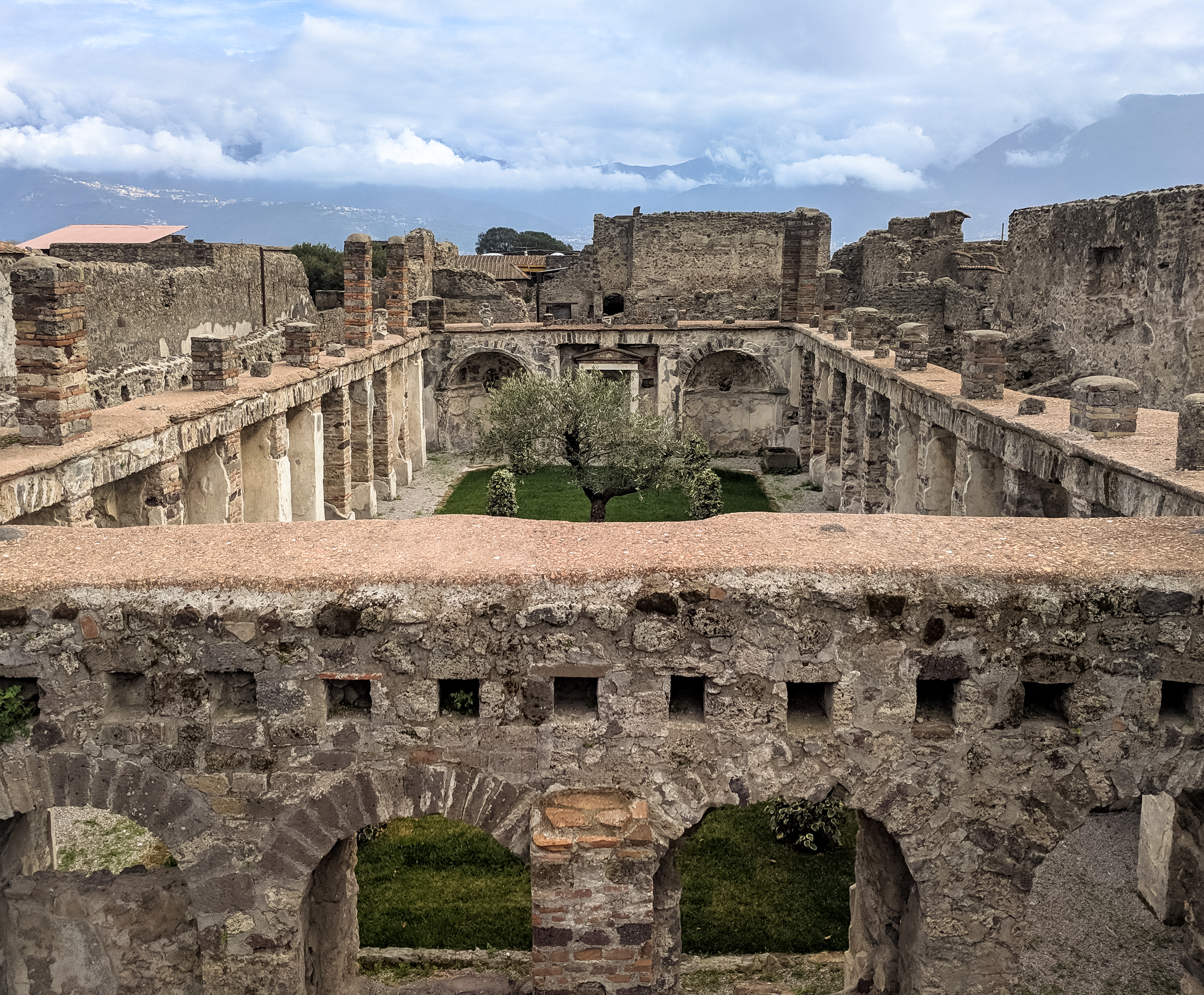
Der Garten

Bei der Casa dell’Ancora (Haus des Ankers) handelt sich um ein Wohnhaus in Pompeji (VI.10.16), das 1826 und 1829 ausgegraben wurde. Das Haus war einst mit Wandmalereien dekoriert. Die meisten blieben aber ungeschützt vor Ort und sind deshalb heute stark verblasst. Ihr früheres Aussehen ist nur durch alte Zeichnungen überliefert. Das Haus hat einen großen Garten, der unterhalb des Fußbodenniveaus liegt, was eher ungewöhnlich ist.

## Beschreibung
Am Eingang des Hauses befindet sich ein schwarzweißes Mosaik mit dem Bild eines Ankers, von dem sich der moderne Name des Hauses herleitet. Hinter den Fauces liegt das Atrium und dahinter das Tablinum. Im hinteren Teil des Hauses schließt sich der große Garten an, der unterhalb des allgemeinen Bodenniveaus liegt, da das Gelände hier stark abfällt. Er ist von einer Portikus mit Pfeilern und Bögen umgeben, die in späterer Zeit vermauert wurden. Zwischen den Pfeilern steht jeweils ein Altar. Das Haus hat diverse einfache schwarzweiße Mosaiken, die heute nicht mehr alle gut erhalten sind. Die Wandmalereien im Haus sind heute meist nur noch von Zeichnungen des 19. Jahrhunderts bekannt. Viele von ihnen gehörten dem 3. Stil an.

## Galerie

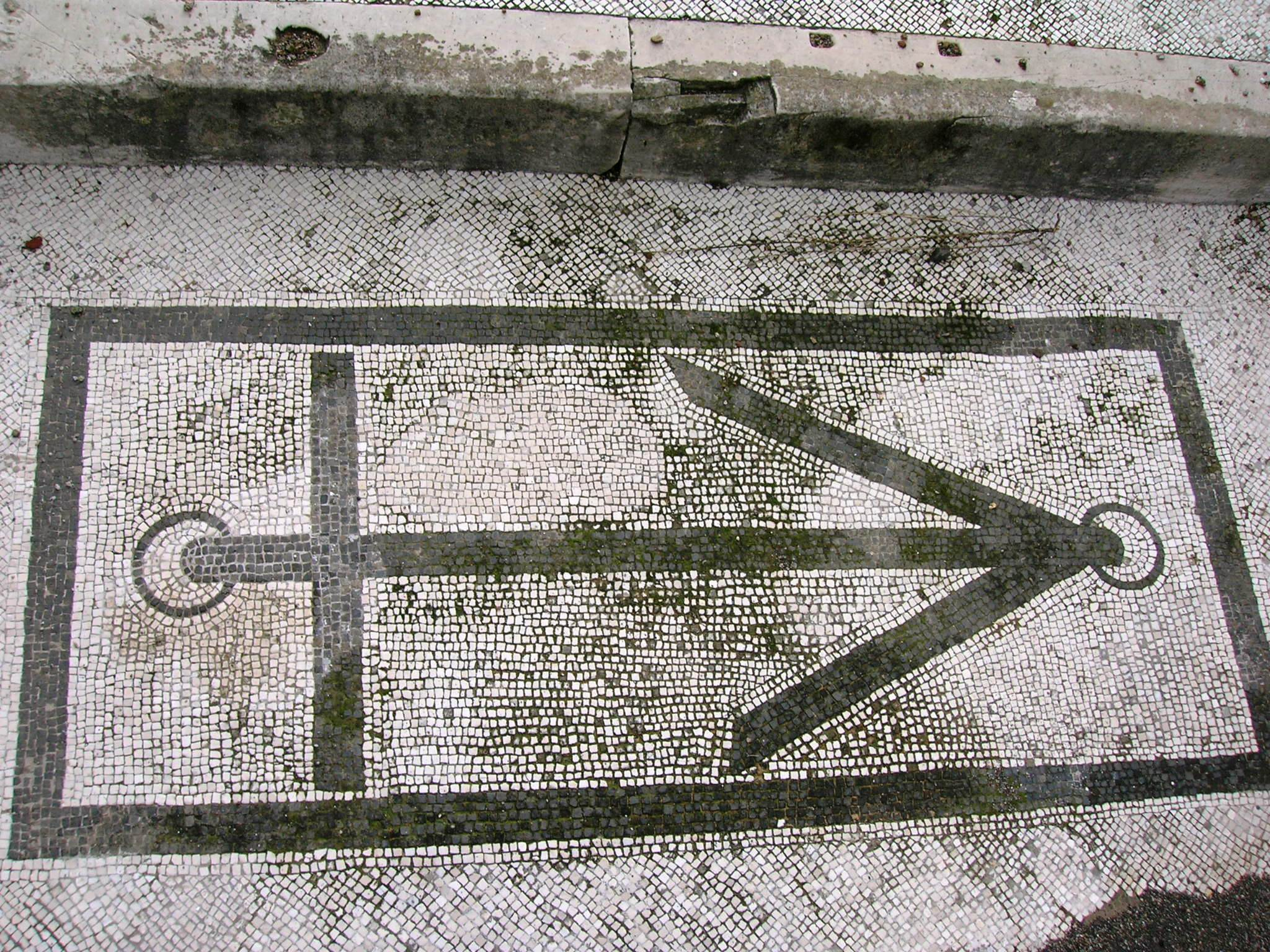
Mosaik mit Anker
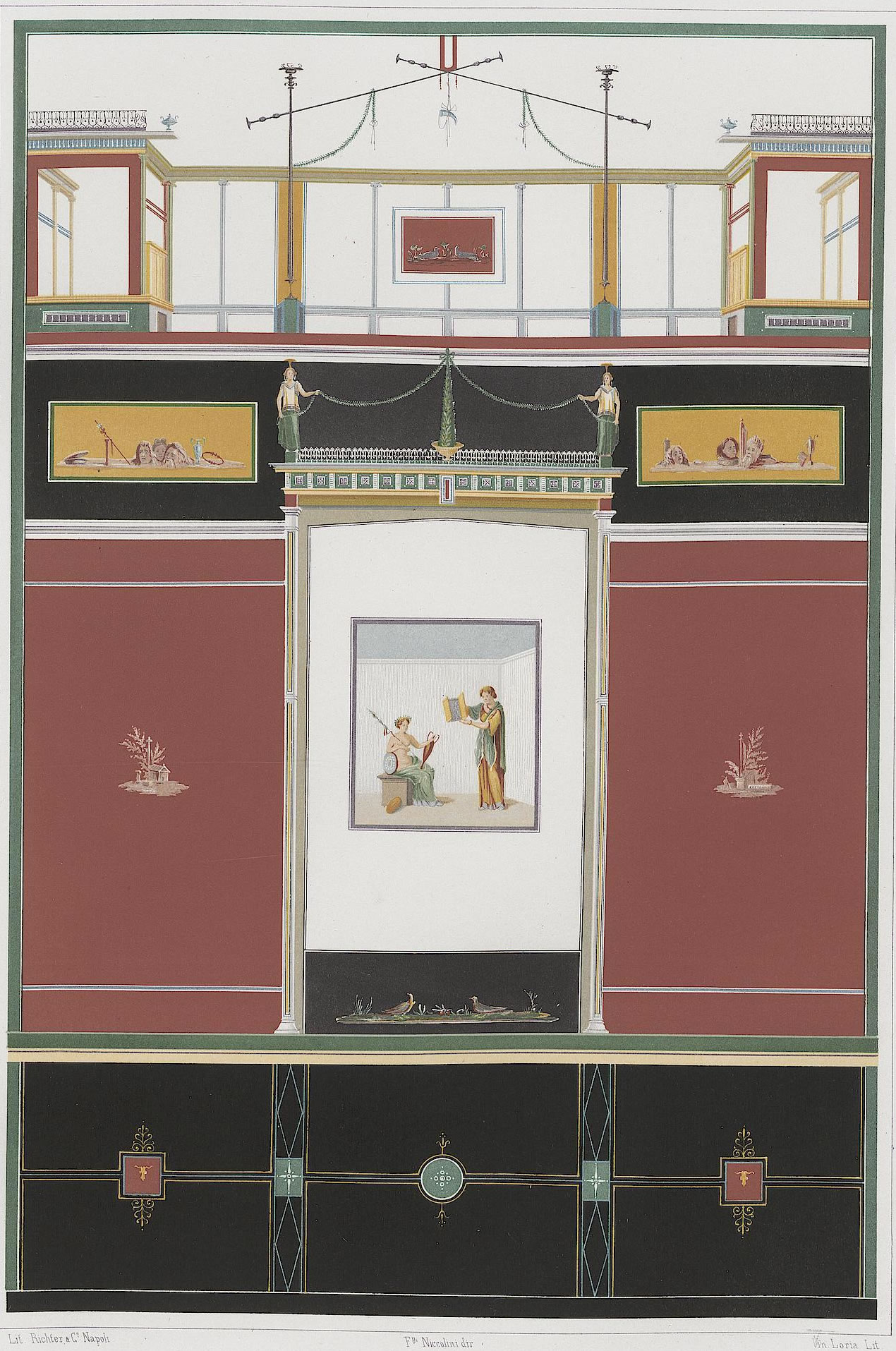
Malerei im 3. Stil
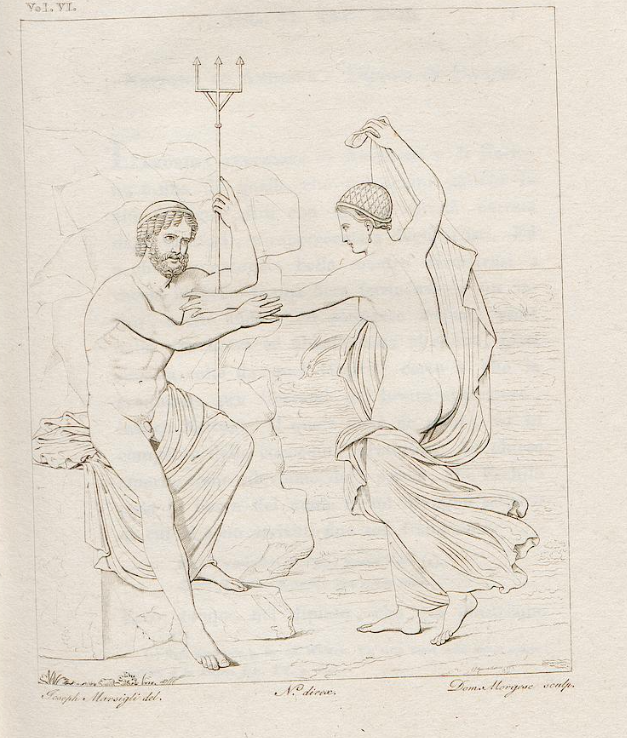
Amymone und Poseidon
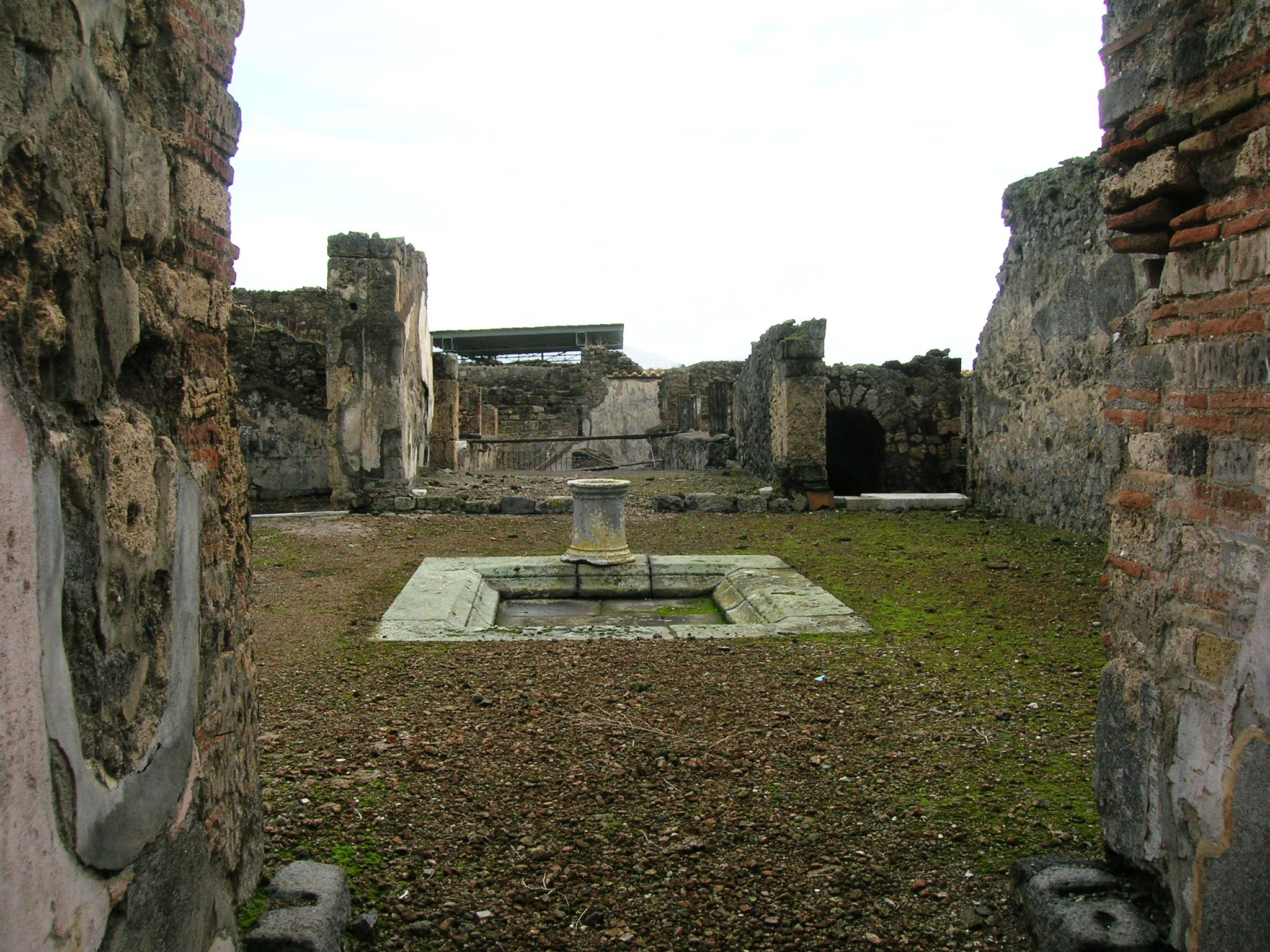
Blick ins Atrium
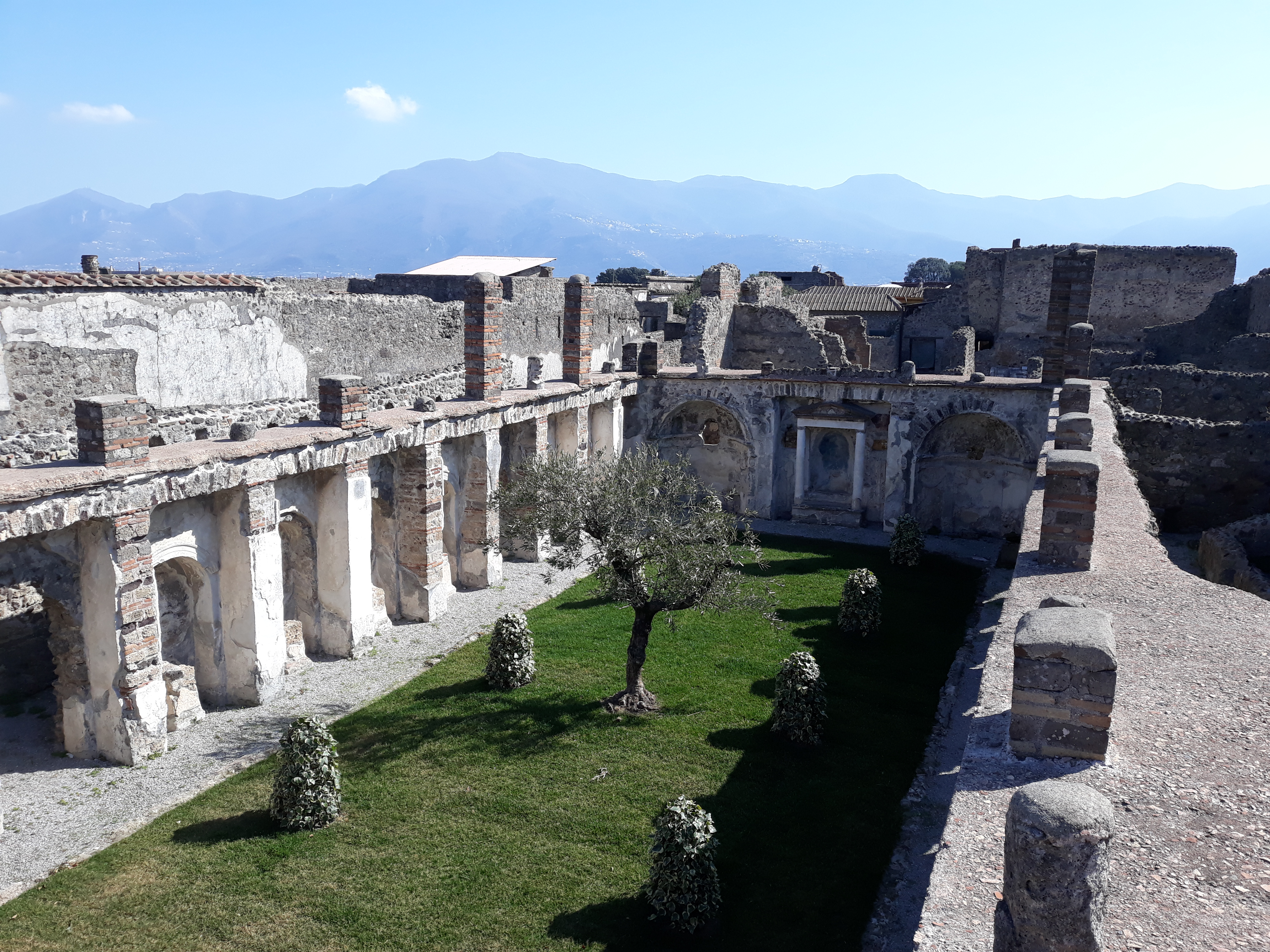
Blick auf den Garten